# Міхаель Кіслінг
Мі́хаель Кі́слінг (нім. Michael Kiesling; нар. 1957, Бремен) — німецький автор настільних ігор та керуючий директор компанії з розробки програмного забезпечення в Бремені. Самостійно та у співпраці з Вольфгангом Крамером він розробив численні ігри з 1995 року, деякі з яких були відзначені нагородами. Його гра Azul, розроблена у 2017 році, здобула нагороду Spiel des Jahres у 2018 році.

## Біографія
Кіслінг одинадцять років працював у Deutsche Telekom. У 1986 році він почав вивчати електротехніку та автоматизацію за програмою другої вищої освіти. У 1989 році він закінчив навчання, здобувши диплом інженера. У 1995 році він заснував власне видавництво ігор 1 × 1 Spiele, яке, однак, довелося закрити через чотири місяці. Більшість ігор з 1995 року він розробив спільно з Вольфгангом Крамером. Ця співпраця відбувалася переважно телефоном та електронною поштою; до 1997 року вони бачилися лише один раз на виставці ігор в Ессені 1997 року і до того моменту жодного разу не грали разом за одним столом. У 2007 році Кіслінг знову випустив гру без Крамера — Wikinger. Ця гра посіла третє місце на Deutscher Spiele Preis у 2007 році.

## Ігри
| Самостійні роботи та співпраця з іншими авторами (крім В. Крамера): - 1995: Familie Mogelei, 1 × 1 Spiele - 1995: Zündstoff, 1 × 1 Spiele - 2007: Wikinger, Hans im Glück Verlag - 2013: Sanssouci, Ravensburger - 2017: Azul, Plan B Games - 2017: Riverboat (Lookout Spiele) - 2018: Azul: Stained Glass of Sintra, Plan B Games - 2019: Miyabi, HABA - 2019: Azul: Summer Pavilion, Plan B Games - 2021: Azul: Queen's Garden, Plan B Games - 2022: Azul: Master Chocolatier, Plan B Games Разом з Райнхардом Штаупе - 2014: 7 Steps (7 кроків}}), Kosmos - 2021: The Border, Nürnberger-Spielkarten-Verlag Разом з Андреасом Шмідтом - 2017: Heaven & Ale, eggertspiele | Разом з Вольфгангом Крамером - 1997: Haste Worte?, F.X. Schmid - 1998: Pepper, F.X. Schmid - 1998: Jump!, eg-Spiele - 1998: Der dreizehnte Holzwurm, Queen Games - 1999: Tikal, Ravensburger - 1999: Evergreen, Goldsieber - 1999: Torres, FX/Ravensburger - 2000: Java, Ravensburger - 2002: Mexica, Ravensburger - 2002: Pueblo, Ravensburger - 2004: Raja, Phalanx Games - 2004: Versunkene Stadt, Clementoni - 2005: Australia, Ravensburger - 2005: Verflixxt!, Ravensburger - 2006: Bison, Phalanx Games - 2006: Celtica, Ravensburger - 2007: Trapper, Clementoni - 2008: Cavum, Quined Games / White Goblin Games - 2008: Der Schwarm, Kosmos - 2009: Einauge sei wachsam, Amigo - 2010: Tikal II, Gameworks - 2010: Asara, Ravensburger - 2012: Die Paläste von Carrara, Hans im Glück Verlag - 2013: Nauticus, Kosmos - 2014: Abluxxen, Ravensburger - 2015: Abenteuerland, HABA - 2020: Paris, Game Brewer - 2021: Savannah Park, Deep Print Games - 2021: Die wandelnden Türme, Abacusspiele - 2022: Caldera Park, Deep Print Games |

## Нагороди
| - Deutscher Spiele Preis - 1999 за Tikal - 2000 2 місце за Torres - 2001 9 місце за Java - 2002 5 місце за Mexica, 8 місце за Pueblo - 2004 7 місце за Raja - 2005 10 місце за Verflixxt! - 2007 3 місце за Wikinger - 2014 1 місце за Abluxxen}} - Spiel der Spiele - 2002 за Pueblo - Spiele-Hit Familienspiel 2005 за Verflixxt! - Spiel der Spiele 2014 за Abluxxen - Spiele-Hit Familienspiel 2016 за Abenteuerland | - Spiel des Jahres - 1999 за Tikal - 2000 за Torres - Номінація 2004 за Raja - Список рекомендацій 2007 за Versunkene Stadt - Номінація 2005 за Verflixxt! - Список рекомендацій 2007 за Wikinger - Список рекомендацій 2007 за Einauge sei wachsam - Список рекомендацій 2014 за Sanssouci - 2018 за Azul - Kennerspiel des Jahres - Номінація 2018 за Heaven & Ale, eggertspiele | - International Gamers Award - 2000 за Tikal - 2013 за Die Paläste von Carrara - 2014 за Abluxxen}} - Nederlandse Spellenprijs - 2004 за Raja: Palastbau in Indien - 2016 за Abenteuerland - 2018 за Azul - 2023 за Die wandelnden Türme - Schweizer Spielepreis 2005 за Verflixxt! - Essener Feder 2014 за Abluxxen - À la carte Kartenspielpreis 2014 за Abluxxen - MinD-Spielepreis 2018 за Azul |